# Ө̄
Ө̄  (minúscula ө̄; cursiva: Ө̄ ө̄) es una letra del alfabeto cirílico.
Ө̄ es utilizado en los idiomas negidal, orok y selkup para representar vocal redondeada central media cerrada larga /ɵː/.

## Códigos de computación
| Carácter                    | Ө                                            | Ө                                            | ө                                          | ө                                          | ̄                 | ̄                 |
| --------------------------- | -------------------------------------------- | -------------------------------------------- | ------------------------------------------ | ------------------------------------------ | ---------------- | ---------------- |
| Nombre unicode              | CYRILLIC CAPITAL LETTER BARRED O WITH MACRON | CYRILLIC CAPITAL LETTER BARRED O WITH MACRON | CYRILLIC SMALL LETTER BARRED O WITH MACRON | CYRILLIC SMALL LETTER BARRED O WITH MACRON | COMBINING MACRON | COMBINING MACRON |
| Codificaciones              | Decimal                                      | hex                                          | dec                                        | hex                                        | dec              | hex              |
| Unicode                     | 1256                                         | U+04E8                                       | 1257                                       | U+04E9                                     | 772              | U+0304           |
| UTF-8                       | 211 168                                      | D3 A8                                        | 211 169                                    | D3 A9                                      | 204 132          | CC 84            |
| Numeric Character Reference | &#1256;                                      | &#x4E8;                                      | &#1257;                                    | &#x4E9;                                    | &#772;           | &#x304;          |